# Układ współrzędnych równikowych godzinnych
Układ współrzędnych godzinnych – układ współrzędnych astronomicznych, którego kołem podstawowym jest równik niebieski, a punktem początkowym – przecięcie lokalnego południka z tym równikiem. Biegunami układu są północny i południowy biegun niebieski. Koła wielkie przechodzące przez te bieguny nazywa się kołami godzinnymi.

## Definicje
Położenie obiektu określa się podając kąt godzinny i deklinację, zdefiniowane w następujący sposób:
Kąt godzinny, t – kąt dwuścienny zawarty pomiędzy płaszczyzną lokalnego południka i płaszczyzną koła godzinnego danego obiektu.
Kąt godzinny odmierza się w kierunku zgodnym z dziennym ruchem sfery niebieskiej, a przyjmuje on wartości (0h,24h) lub (0°,360°)
Deklinacja, δ – kąt zawarty między równikiem niebieskim a kierunkiem na dany obiekt.
Deklinacja zmienia się w zakresie od 90° (biegun północny) przez 0° (równik niebieski) do -90° (biegun południowy).

## Transformacja współrzędnych
Przejście od współrzędnych układu horyzontalnego (wysokość h i azymut A) do współrzędnych godzinowych opisywane jest trójką następujących wzorów:
{\displaystyle \sin \delta =\sin h\cdot \sin \varphi -\cos h\cdot \cos \varphi \cdot \cos A}
{\displaystyle \sin t\cdot \cos \delta =\cos h\cdot \sin A}
{\displaystyle \cos t\cdot \cos \delta =\sin h\cdot \cos \varphi +\cos h\cdot \sin \varphi \cdot \cos A}
gdzie φ jest szerokością geograficzną miejsca.